# رشته‌کوه وخش
رشته‌کوه وخش (به تاجیکی: қаторкӯҳи Вахш، قطارکوه وخش) رشته‌کوهی در شمال غربی کشور تاجیکستان و در مرز میان ولایت‌های ولایت ختلان و ناحیه‌های تابع جمهوری است. طول این رشته‌کوه حدود ۸۰ کیلومتر امتداد دارد و ارتفاع بلندترین نقطهٔ آن ۳٬۱۴۱ متر (۱۰٬۳۰۵ پا) است.